# Dennis D. Donovan

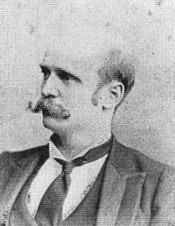
Dennis D. Donovan

Dennis D. Donovan (* 31. Januar 1859 bei Texas, Henry County, Ohio; † 21. April 1941 in Napoleon, Ohio) war ein US-amerikanischer Politiker. Zwischen 1891 und 1895 vertrat er den Bundesstaat Ohio im US-Repräsentantenhaus.

## Werdegang
Dennis Donovan besuchte die öffentlichen Schulen seiner Heimat und danach die Northern Indiana Normal School in Valparaiso. Anschließend war er für einige Zeit als Lehrer tätig. Außerdem arbeitete er im Handel und im Holzgeschäft. Zwischen 1885 und 1888 war er Posthalter in Deshler. Politisch wurde er Mitglied der Demokratischen Partei. Zwischen 1887 und 1889 saß er als Abgeordneter im Repräsentantenhaus von Ohio. Nach einem anschließenden Jurastudium an der George Washington University und seiner 1895 erfolgten Zulassung als Rechtsanwalt begann er in Deshler in diesem Beruf zu arbeiten.
Bei den Kongresswahlen des Jahres 1890 wurde Donovan im sechsten Wahlbezirk von Ohio in das US-Repräsentantenhaus in Washington, D.C. gewählt, wo er am 4. März 1891 die Nachfolge von Melvin M. Boothman antrat. Nach einer Wiederwahl konnte er bis zum 3. März 1895 zwei Legislaturperioden im Kongress absolvieren. Seit 1893 vertrat er dort als Nachfolger von Fernando C. Layton den fünften Distrikt seines Staates. Im Jahr 1894 wurde er von seiner Partei nicht mehr zur Wiederwahl nominiert.
Nach dem Ende seiner Zeit im US-Repräsentantenhaus praktizierte Dennis Donovan wieder als Anwalt in Deshler. Im Jahr 1897 verlegte er seinen Wohnsitz und seine Anwaltskanzlei in den Ort Napoleon, ebenfalls in Ohio. 1898 strebte er erfolglos die Nominierung seiner Partei für die Gouverneurswahlen an. Er starb am 21. April 1941 in Napoleon, wo er auch beigesetzt wurde.